# Campodorus sexcarinatus
Campodorus sexcarinatus là một loài tò vò trong họ Ichneumonidae.